# Sewende Laan
Pour les articles homonymes, voir Laan.
Sewende Laan (également orthographié 7de Laan) est une série télévisée populaire en Afrique du Sud. 
Si les premiers épisodes de ce soap-opera à succès ont été réalisés en 2000, il demeure aujourd'hui l'une des séries phares de la seconde chaîne de télévision publique sud-africaine, SABC 2.
La série narre les péripéties des habitants d'un quartier multiethnique de Johannesburg situé autour de la « Septième avenue » (Sewende Laan en afrikaans).
La série est diffusée en afrikaans, mais est sous-titrée en anglais.

## Principaux personnages
- Aggie Ngwenya (Mimi Mahlasela)
- Alexa Welman (Carina Nel)
- Amorey Welman (Kristen Raath)
- Bonita Meintjies (Hildegardt Whites)
- Charmaine Meintjies (Vinette Ebrahim)
- Chris Welman (David Rees)
- Connie van der Lecq (Quinne Brown)
- Diederik Greyling (Hennie Jacobs)
- Justin (Dann-Jacques Mouton)
- Hilda de Kock-van Zyl (Annelisa Weiland)
- Lesedi (Keabetswe Motsilanyane)
- Mariaan Welman (Deirdre Wolhuter)
- Marko Greyling (Francois Lensley)
- Matrone Netta Nortjè (Annelize van der Ryst-Hattingh)
- Oubaas Septimus van Zyl (Pierre van Pletzen)
- Rickus Welman (André Lötter)
- Vanessa Meintjies (Ingrid Paulus)
- Vince Meintjies (Jacques Blignaut)
- Willem Spies (Markus Haywood)
- Xander Meintjies (Theodore Jantjies)

## Anciens personnages
Ces personnages sont apparus et ont disparu de la série au fil des saisons.
- Altus de Bruyn (Heino Schmitt)
- Allen (guest star) (Duncan Lawson)
- Alyce Morapedi (Vuyelwa Booi)
- Anna van Biljon (Hanli Rolfes)
- Annelie van Dyk (Donnalee Roberts)
- Antoinette Heyneke (Zoe Ras)
- Asha Sharma (Kajal Bagwandeen)
- Ava Jordaan (Emily McLaren)
- Bart Kruger (Neil Sandilands)
- Bernard Jordaan (Werner Coetser)
- Brandt van der Bergh (Steve Hofmeyr)
- Brionay (Verona Gosslet)
- Carlos Perestrelo (Pedro Camara)
- Cas van Graan (Andre Roothman)
- Christelle Terreblanche (Anna-Mart van der Merwe)
- Clara (Angelique Gerber)
- Dali (Thabiso Mokethi)
- Danelle (Andrea Streso)
- Dawid Greef (Stian Bam)
- Dewald (Kaz McFadden)
- Dezi Terreblanche (Elma Postma)
- Dorothy Daniels (Shaleen Surtie-Richards)
- Dwayne (David Johnson)
- Dylan (Charl Timotheus)
- Elna Bredenkamp (Mandy Baard)
- Elsa Winterbach (Isadora Verwey)
- Emma le Roux (Bertha le Roux)
- Errol Pieterse (Christo Davids)
- Esther, Matrone's sister (Late Trudie Taljaard)
- Felicity Daniels (Melanie Du Bois)
- Francois Rossouw (Chris Van Niekerk)
- George Kyriakis (Nico Panagio)
- Gita McGregor (Jo da Silva)
- Hannes (Izak Taljaard)
- Helena Moolman (Jana Strydom)
- Herman Croucamp (Deon Coetzee)
- Inge van Schalkwyk (Antoinette Louw)
- Isabelle Moolman (Illse Roos)
- Jan-Hendrik Terreblanche (Waldemar Schultz)
- Jason De Lange (Jaco Snyman)
- Jerome (Terence Bridgett)
- Jocelyn Pieterse (Keziah Jooste)
- Kabelo Padi (Sekoati Tsubane)
- Karien Momberg (Christi Panagio)
- Kim Conradie (Corné Crous)
- Kosie van die slaghuis (Kosie)
- Leon de Lange (Dawid Minnaar)
- Liam (Dezi's skelmpie) (Chris Chameleon)
- Lilian Bala (Vicky Kente)
- Lindile (Musa Ngema)
- Linda Jordaan (Elsabé Daneel)
- Louis Croucamp (Leslie van Wyk)
- Lukas Mulder (Hendrik Cronje)
- Lynette Lindeque (Odelle de Wet)
- Madel Terreblanche (Wilna Snyman)
- Mandla Khumalo (Freedom Hadebe)
- Marcel van Niekerk (Zetske van Pletzen)
- Maria Zibula (Themsie Times)
- Monique van Huyssteen (Minette Grové)
- Nadia (Simoné Nortmann)
- Neef Gert (Ben Kruger)
- Neville Meintjies (Zane Meas)
- Nila (Gulashafa Sayed)
- Nthabiseng (Salamina Mosese)
- Nurse at the Hillside Clinic (Zelda Roelofse)
- Ockert (Anrich Herbst)
- Paula van der Lecq-de Bruyn (Diaan Lawrenson)
- Pieter van Heerden (Ivan Botha)
- Pulane Masemola (Masego Sehoole)
- Quentin (Danny Ross)
- Riaan van Dyk (Luan Jacobs)
- Ryno Lategan (Chris Vorster)
- Sandra Theron-Stutterheim (Heléne Lombard)
- Sanjay Ramdin (Strini Pillai)
- San-Mari van Graan (Amalia Uys)
- Sheldon (Denver Vraagom)
- Sifiso Ndlela (Analisa Phlewu)
- Sonja Theunissen (Tessa Holloway)
- Steyn (Ivan Zimmerman)
- Tante Dolores
- Tannie Rademan (Miems De Bruyn)
- Tannie Schoeman (Milla Louw)
- Tessa Krige (Vicky Davis)
- Tiaan Terreblanche (Frank Rautenbach)
- Tim Jordaan (Marius Weyers)
- Tokkie le Roux, père de Emma (Richard van der Westhuizen)
- Trishan (Jai'prakash Sewran)
- Tshepo (guest star) (Sam Mbuyane)
- Ty Prinsloo (Wilhelm van der Walt)
- Willem Rautenbach (Ray Randall)
- Wilmien de Lange (Nina Swart)
- Wynand (Marcel van Heerden)
- Zinzi Kheswa (Caroline Jacobs)

## Guest stars
Nombre de guest stars sont apparues dans la série.
- Bébé Samantha (Mia van Wyk)
- Benji (Rowan Cloete)
- Cindy (Christina Storm)
- Dumisani (Sandile Makhoba)
- Fekile (Benni Langa)
- "Flooze van Witbank" (Sorina Erasmus)
- Josh (Zane Gillion)
- Karmen (Erin le Roux)
- Lilian Bala (Vicky Kente)
- Luke (Jonathan Pienaar)
- Lynette (Odelle de Wet)
- Lynn-Mari (Vanessa Smith)
- Rick Daly (Darren Kelfkens)
- Rochelle (Lindy Joubert)
- Sonia (Tessa Holloway)
- Tinus le Roux (Juandré van Zyl [todler] suivie par Ian Roelofs)
- Tom (Craig Hawks)